# غير أكفاء (مسلسل)
غير أكفاء (بالإنجليزية: Misfits) هو مسلسل خيال علمي كوميدي دراما بريطاني من بطولة إيوان ريون، روبرت شيهان، لورين سوشا، ناثان ستيوارت جاريت، أنطونيا توماس وجو جيلجون، صدر الموسم الأول في 12 نوفمبر 2009 وتم تجديده حتى الموسم الخامس الذي عرض في 11 ديسمبر 2013.

## روابط خارجية
- الموقع الرسمي
- غير أكفاء (مسلسل) على موقع IMDb (الإنجليزية)
- غير أكفاء (مسلسل) على موقع ميتاكريتيك (الإنجليزية)
- غير أكفاء (مسلسل) على موقع روتن توميتوز (الإنجليزية)
- غير أكفاء (مسلسل) على موقع نتفليكس (الإنجليزية)
- غير أكفاء (مسلسل) على موقع كينوبويسك (الروسية)
- غير أكفاء (مسلسل) على موقع ألو سيني (الفرنسية)
- غير أكفاء (مسلسل) على موقع قاعدة بيانات الفيلم (الإنجليزية)

لا توجد روابط لمواقع التواصل الاجتماعي.